# Jerry Ver Dorn
Jerry ver Dorn (Sioux Falls, 23 novembre 1949 – Sparta, 1º maggio 2022) è stato un attore statunitense.

## Carriera
È noto soprattutto per l'interpretazione di Ross Marler nella soap opera statunitense  Sentieri, ruolo che ricoprì ininterrottamente per 26 anni (dal 1979 al 2005), per il quale vinse per due volte (1995 e 1996) il premio come miglior attore non protagonista ai Daytime Emmy Awards.
Nel 2005 entrò a far parte del cast di un'altra soap opera, Una vita da vivere.

## Filmografia parziale

### Televisione
- Sentieri (Guiding Light) - soap opera, 351 puntate (1979-2005)
- The Cradle Will Fall - Film TV, regia di John Llewellyn Moxey (1983)
- Una vita da vivere (One Life to Live) - soap opera, 585 puntate (2005-2013)

## Doppiatori italiani
- In Sentieri è stato doppiato per anni da Gianfranco Gamba. Dopo la morte di quest'ultimo, è stato doppiato da Luca Semeraro.